# Ahsha Rolle
Ahsha Rolle (Miami, Florida, 1985. március 21. –) amerikai teniszezőnő. 2004-ben kezdte profi pályafutását, eddig három egyéni és három páros ITF-tornát nyert meg. Legjobb egyéni világranglista-helyezése nyolcvankettedik volt, ezt 2007 szeptemberében érte el.

## Eredményei Grand Slam-tornákon

### Egyéniben
| Torna           | 2008   | 2007   | 2006   |
| --------------- | ------ | ------ | ------ |
| Australian Open | -      | 1. kör | -      |
| Roland Garros   | -      | -      | -      |
| Wimbledon       | -      | -      | -      |
| US Open         | 1. kör | 3. kör | 1. kör |

## Év végi világranglista-helyezései
| Év       | 2001 | 2002 | 2003 | 2004 | 2005 | 2006 | 2007 | 2008 |
| Helyezés | 904. | 821. | 652. | 369. | 175. | 129. | 115. | 215. |